# Carcelia setamacula
Carcelia setamacula là một loài ruồi trong họ Tachinidae.